# Емануїл
Емануїл — українське чоловіче особове ім'я, варіант імені Еммануїл.
- Бігарій Емануїл
- Смеречанський Емануїл Андрійович
- Чекалюк Емануїл Богданович